# Moses Hutzler

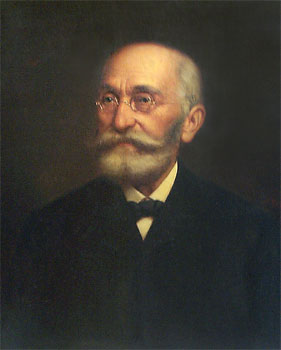
Moses Hutzler, 1888, Porträt von Louis Dieterich (1842–1922)

Moses Hutzler (* 28. November 1800 in Hagenbach; † 13. Januar 1889 in Baltimore, Maryland) war ein deutsch-US-amerikanischer Unternehmer und Mitbegründer der ersten jüdischen Reformgemeinde in den Vereinigten Staaten.
Moses Hutzler war der Sohn von Gabriel und Beuleh (geb. Baer) Hutzler. Nach dem Besuch der Schule in Hagenbach lernte er Schneider und Krämer. 1838 emigrierte er in die Vereinigten Staaten. Er eröffnete in Baltimore eine Schneiderei für Damenmode, die jedoch nicht erfolgreich war. So zog er vorübergehend nach Frederick (Maryland), wo er ein Kurzwarengeschäft eröffnete. Um 1840 kehrte er nach Baltimore zurück. 1858 eröffnete sein Sohn Abram (1836–1927) mit ihm als stillem Teilhaber die Firma M. Hutzler & Son. Mit dem Eintritt zweier anderer Söhne, Charles G. (1840–1907) und David (1843–1915) Hutzler, wurde daraus die Firma Hutzler Bros. (Gebrüder Hutzler). Hutzler’s entwickelte sich zum bedeutendsten Kaufhaus in Baltimore.
Im Mai 1842 gründete sich in Hutzlers Haus der Har Sinai Verein, eine Vereinigung von reformgesinnten Juden in Baltimore, die eine Gemeinde nach dem Vorbild des Hamburger Tempelvereins bildeten. Die Versammlungen wurden zunächst in Hutzlers Haus abgehalten; erst 1855 wurde mit David Einhorn der erste Rabbiner fest angestellt.
Seit 1829 war Moses Hutzler mit Caroline Neuberger (* 1804) verheiratet, der Tochter des Fürther Händlers Eli B. Neuberger. Von ihren zehn Kindern überlebten drei Töchter und drei Söhne den Vater, der 1889 starb. Der US-amerikanische Geschäftsmann und Philanthrop Louis Bamberger (1855–1944) war sein Enkelsohn.